# Mitchell (système d'arcade)
Pour les articles homonymes, voir Mitchell.
Le Mitchell est un système de jeux vidéo pour borne d'arcade destiné aux salles d'arcade, créé par la société japonaise Capcom.

## Description
Ce système est lancé par Capcom en 1988. Le Mitchell et les jeux sont développés et distribués en collaboration avec la compagnie Mitchell…
Sorti la même année que le CP System, le Mitchell utilise un Zilog Z80 alors que le 68000 fait son apparition sur une grande partie des systèmes d'arcade. Le Z80 choisi est une version encryptée du processeur, mais certains jeux utilisent un Zilog Z80 classique (Mahjong Gakuen…). Le son utilise un jeu variable de processeurs et de puces. Certaines PCB intègrent un Zilog Z80 et la plupart un Oki MSM629. Une nouvelle puce audio fait son apparition chez Capcom : la Yamaha YM2413,.
Les jeux Mitchell sont également qualifiés de Pré-CPS.
Capcom s'essaye à des nouveautés comme les quiz, un jeu de poker ou de baseball, mais c'est avec Pang puis Super Pang que Capcom va renouer avec le succès. Ce sont encore des titres et un concept qui vont marquer l'histoire du jeu d'arcade.

## Spécifications techniques

### Processeur
- Zilog Z80 (Modèle Kabuki encrypté) cadencé à 8 MHz

### Audio
- Processeur :
  - 1 Zilog Z80 selon le jeu à différentes fréquences
- Puces variables selon le jeu :
  - Yamaha YM2151 cadencé à 3,57 MHz
  - 2 x Yamaha YM2413 cadencé à 3,57 MHz
  - Oki MSM6295 cadencé à 8 kHz
- Capacité :
  - Mono

### Affichage
- Résolution : 384 x 240
- Palette couleurs : 2048

## Liste des jeux
| Titre                                     | Développeur | Éditeur  | Genre            | Année |
| ----------------------------------------- | ----------- | -------- | ---------------- | ----- |
| Ashita Tenki ni Nāre                      | Capcom      | Capcom   | Golf             | 1990  |
| Block Block                               | Capcom      | Capcom   | Casse-briques    | 1991  |
| Capcom Baseball                           | Capcom      | Capcom   | Baseball         | 1989  |
| Capcom World: Adventure Quiz              | Capcom      | Capcom   | Quiz             | 1989  |
| Dokaben: Visual Card Game                 | Capcom      | Capcom   | Baseball         | 1989  |
| Dokaben 2                                 | Capcom      | Capcom   | Baseball         | 1989  |
| Hatena? no Daibōken: Adventure Quiz 2     | Capcom      | Capcom   | Quiz             | 1990  |
| Mahjong Gakuen: Sotsugyohen               | Yuga        | Capcom   | Mah-jong         | 1988  |
| Mahjong Gakuen 2: Gakuen-chou no Fukushuu | Face        | Capcom   | Mah-jong         | 1989  |
| Pang                                      | Mitchell    | Mitchell | Action-réflexion | 1989  |
| Poker Ladies                              | Mitchell    | Capcom   | Poker            | 1989  |
| Quiz Sangokushi: Chiryaku no Hasha        | Capcom      | Capcom   | Quiz             | 1991  |
| Quiz: Tonosama no Yabō                    | Capcom      | Capcom   | Quiz             | 1990  |
| Super Pang                                | Mitchell    | Mitchell | Action-réflexion | 1990  |